# Grojkon
Grojkon, Festiwal Grojkon, Królestwo Grojkonu – ogólnopolski Festiwal Literatury Fantastycznej i Gier, odbywający się raz do roku w Bielsku-Białej w latach 2007–2013 oraz 2015.

## Historia

### I Żywieckie Dni Fantastyki, 13–15 kwietnia 2007
Idea zorganizowania festiwalu na Śląsku, powstała w roku 2007, w Żywcu. I Żywieckie Dni Fantastyki, trzydniowy festiwal fantastyki, zainteresował ponad 300 osób. Główną atrakcją był Parkon, czyli gra terenowa odbywająca się na terenie ogromnego żywieckiego parku.

### Grojkon 2008 – II Żywieckie Dni Fantastyki, 18–20 kwietnia
Druga edycja, Grojkon 2008 - II Żywieckie Dni Fantastyki, umożliwiła ponad 400 osobom, skorzystanie z przygotowanych atrakcji, w tym spotkań ze znanymi pisarzami, takimi jak Andrzej Pilipiuk i Jacek Komuda. Główną atrakcją festiwalu w roku 2008, była gra terenowa odbywająca się na terenie Starego Zamku w Żywcu.

### Grojkon 2009, 17–19 kwietnia
W roku 2009, Grojkon został przeniesiony do Bielska-Białej, do V Liceum Ogólnokształcącego, przy ul. Juliusza Słowackiego 45. Frekwencja festiwalu wrosła i w 2009 uczestniczyło w nim ponad 500 osób, a na imprezie pojawiło się kilku zaproszonych gości wśród których można wymienić Piotra W. Cholewę, Jacka Komudę oraz zwycięzcę Pucharu Mistrza Mistrzów, Mateusza Budziakowskiego.

### Grojkon 2010, 21–23 maja
Grojkon 2010, odbywał się w aż dwóch placówkach oświatowych, tj. Zespół Szkół Technicznych i Handlowych oraz Zespół Szkół Elektronicznych, obydwie mieszczące się przy ul. Lompy, w Bielsku-Białej. Grojkon 2010, miał początkowo odbywać się w dniach 16–18 kwietnia 2010, ale tuż przed festiwalem nastąpiła katastrofa w Smoleńsku i festiwal, ze względu na żałobę narodową, przeniesiono. W nowym terminie, okolice Bielska-Białej nawiedziła powódź, uniemożliwiając części uczestników, w tym niektórym z zaproszonych gości, dojazd. W dniach 21–23 maja liczba uczestników przekroczyła 700 osób, a wśród gości, którzy pojawili się na festiwalu można wymienić m.in. Andrzeja Pilipiuka, Witolda Jabłońskiego, Piotra W. Cholewę, Jacka Komudę oraz Pawła Ciećwierza. Ponadto w tej edycji po raz pierwszy zaprezentował się Teatr Ognia i Ruchu "Arkona", prezentując swoje umiejętności w tańcu z ogniem. Patronat nad Grojkonem objął m.in. portal bielsko.biala.pl i Antyradio FM.

### Grojkon 2011, 11–13 marca
Grojkon 2011, ponownie mający miejsce w ZSTiH oraz ZSE, był największą dotychczasową edycją festiwalu. Liczba uczestników przekroczyła 1000 osób, pojawiło się ponad 30 gości, odbyło się ponad 350 godzin punktów programu w 12 blokach tematycznych, a suma nagród we wszystkich turniejach i konkursach przekroczyła 30.000zł (najbardziej prestiżową nagrodą był bilet lotniczy do Japonii (Nagoya), sponsorowany przez organizatorów festiwalu). Jedną z szerzej komentowanych atrakcji była Arena Zoltar, czyli laserowy paintball, w którym uczestniczyło przez cały festiwal ponad 150 osób. Wśród najważniejszych turniejów jakie gościł Grojkon 2011 należy wymienić:
- Turniej gry karcianej Magic: The Gathering – Pro Tour Qualifier Nagoya
- Turniej gry karcianej Legenda 5 Kręgów – Kotei
- Turniej gry bitewnej Warhammer Fantasy Battle – Drużynowe Mistrzostwa Śląska
- Turniej gier fabularnych – Złote Kości

Już po raz drugi zwieńczeniem sobotniego dnia był pokaz tańca z ogniem w wykonaniu Teatru Ognia i Ruchu "Arkona".

### Grojkon 2012, 7–9 września
Rok 2012 umożliwił przeniesienie Grojkonu, do nowoczesnego obiektu dydaktycznego w Bielsku-Białej, tj. Akademii Techniczno-Humanistycznej. Podobnie jak w roku 2010, nastąpiła zmiana daty: z 27–29 kwietnia, na 7–9 września. Wśród bloków tematycznych Królestwa Grojkonu, znalazły się m.in.:
- Blok Literacki
- Blok Popularno-Naukowy
- Blok RPG
- Blok Dla Początkujących
- Blok Dla Dzieci
- Blok Kuglarski
- Games Room

Gościem specjalnym grojkonu 2012 był pisarz grozy XXI wieku Graham Masterton.

### Grojkon 2013,  26–28 kwietnia
Siódma edycja kowentu który odbył się w dniach 26–28 kwietnia 2013 roku na terenie Akademii Techniczno-Humanistycznej.

### Grojkon: Spotkanie, 6 czerwca 2015
Ósma edycja konwentu miała się odbyć  w dniach 5–7 czerwca 2015 roku,organizatorzy zdecydowali że konwent odbędzie się w formie jednodniowego bezpłatnego spotkania z fantastyką w dniu 6 czerwca 2015 roku.